# Nickelodeon (Turquie)
Pour les articles homonymes, voir Nickelodeon.
 (novembre 2019).
- Si vous ne connaissez pas le sujet, laissez ce bandeau (vous pouvez alors contacter les auteurs).
- Si vous supprimez le contenu mis en cause (vous pouvez préalablement contacter les auteurs),

argumentez précisément cette suppression dans la page de discussion
(un manque de référence n'est pas un argument ; une recherche réelle de référence doit avoir été effectuée, être formellement documentée).
Nickelodeon est une chaîne de télévision pour enfants par câble satellite lancée le 10 décembre 1997.

## Histoire
Nickelodeon Turkey a été lancée le 10 décembre 1997 sur le câble par la société turque RTV et en temps partagé avec Discovery Channel Turkey[réf. nécessaire].
En 2001, Multi Channel Developers a repris la licence de Nickelodeon, ce qui en fait une chaîne diffusée 24 heures sur 24[réf. nécessaire].
Le 31 mars 2010, Nickelodeon a procédé à un important changement de marque avec de nouvelles identités et un nouveau logo[réf. nécessaire]. Le 22 mai 2010, Nickelodeon et MTV Turkey ont été retirés de Digiturk, probablement en raison de désaccords[Interprétation personnelle ?][Interprétation personnelle ?][réf. nécessaire]. Le 2 juin 2010, les sites web de Nickelodeon et de MTV Turquie ont été fermés à la suite de la résiliation de l'accord de licence avec MCD[Interprétation personnelle ?][réf. nécessaire].
Le 31 août 2011, Viacom a mis fin à la licence MCD des deux chaînes, ce qui a entraîné la fermeture des chaînes locales[réf. nécessaire]. Nickelodeon et MTV Europe ont ensuite commencé à diffuser en anglais sur D-Smart[réf. nécessaire].

Logo de Nickelodeon HD

En février 2012, Viacom a conclu un accord avec Digiturk et a relancé Nickelodeon et MTV en Turquie[réf. nécessaire]. Depuis le 1er mars 2012, Nickelodeon diffuse toujours en turc aujourd'hui, tandis que MTV est sous-titrée en turc sur la chaîne européenne.
Le 1er mai 2012, la chaîne Nick Jr. est lancée en Turquie et diffuse principalement des émissions préscolaires pour les jeunes enfants âgés de 2 à 8 ans et est une chaîne pour enfants qui fonctionne 24 heures sur 24 comme Nickelodeon.
Le 1er juillet 2012, Nickelodeon HD a été lancée. C'est devenu la première et, jusqu'à maintenant, la seule chaîne HD pour enfants en Turquie.
En 2017, la série Bienvenue chez les Loud a été bannie par le gouvernement de Turquie en raison du fait que le personnage de Luna Loud était lesbienne. Cela s'est produit après la diffusion (saison 2, épisode 14)[réf. nécessaire].